# Равеннський екзархат
Равеннський екзархат або Італійський екзархат (лат. Exarchatus Ravennatis; грец. Εξαρχάτον τής Ραβέννας, латиніз. Exarcháton tḗs Ravénnas) — візантійська провінція на Апеннінському півострові з центром у місті Равенна.

## Історія
Відомий від 584 року як форпост проти наступу варварів, створений візантійським імператором Маврикієм. 568 року до північної Італії вторглись лангобарди під проводом короля Албойна. Захопивши низку міст, 569 року лангобарди взяли Мілан. Після трирічної облоги 572 року здалась Павія, яку лангобарди зробили своєю столицею. Надалі вони захопили Тоскану. Далі лангобарди продовжили просуватися до центральної та південної Італії, де заснували Сполетське й Беневентське герцогства. Після вбивства Албойна 573 року держава лангобардів розпалась на кілька окремих герцогств (той період відомий під назвою «Правління герцогів»).
Через вторгнення лангобардів Римські володіння виявились розколотими на кілька відокремлених областей, і 580 року імператор Тиберій II реорганізував їх у п'ять провінцій, які відтоді називались за грецьким зразком єпархії: Аннонарія в північній Італії навколо Равенни, Калабрія, Кампанія, Емілія та Лігурія, й Урбікарія навколо Рима. Таким чином до кінця VI століття нова організація влади була вписана в міцну модель. Равенна під керівництвом екзарха, який мав цивільну та військову владу, на додаток до своєї церковної посади, була обмежена містом, портом і прилеглими землями на північ до річки По, за якою лежали володіння герцога Венеції, номінально імперського чиновника, а на півдні — до річки Мареккія, за якою було Адріатичне П'ятимістя (Пентаполь), що також було під владою герцога.
751 року екзархат було завойовано лангобардами. Після походів Піпіна Короткого (754, 756) землі Равеннського екзархату перейшли до франків. Потім Піпін Короткий «подарував» їх разом з Римською областю римському папі, що стало початком Папської держави.

## Екзархи Равенни
| Роки правління | Екзарх                       |
| -------------- | ---------------------------- |
| 553—568        | Нарсес                       |
| 569—574        | Лонгін                       |
| 574—577        | Бадуарій                     |
| 584—585        | Децій                        |
| 585—589        | Смарагд                      |
| 589—598        | Роман                        |
| 598—603        | Каллінік                     |
| 603—611        | Смарагд (повторно)           |
| 611—616        | Іван I Лемігій               |
| 616—619        | Елефтерій                    |
| 619—625        | Григорій I                   |
| 625—643        | Ісак                         |
| 643—645        | Феодор I Калліопа            |
| 645—649        | Платон                       |
| 649—652        | Олімпій                      |
| 653—666        | Феодор I Калліопа (повторно) |
| 666—678        | Григорій II                  |
| 678—687        | Феодор II                    |
| 687—702        | Іван II Платін               |
| 702—710        | Феофілакт                    |
| 710—711        | Іван III Різокоп             |
| 711—713        | Ентіхій                      |
| 713—726        | Схоластик                    |
| 726—727        | Павло                        |
| 728—752        | Євтіхій                      |